# Léxico del ido
El léxico del ido fue definido por primera vez en el libro Kompleta Gramatiko Detaloza, publicado por Louis de Beaufront en 1925. 
En la segunda parte del libro, titulada Vortifado, se explica los elementos de la palabra, las reglas de derivación y los diversos afijos que se utilizan en la creación de palabras.

## Orígenes
El ido es un esperantido, es decir, una lengua derivada del esperanto y, como él, basa sus raíces en préstamos lingüísticos que retienen mucho de forma original. Pero, al contrario que el esperanto, posee más raíces con mayor parecido a las lenguas europeas que este.

## Formación de palabras
Una de las formas que utilizó Zamenhof para hacer el aprendizaje del esperanto más fácil que las lenguas nacionales o étnicas (y que luego Louis de Beaufront utilizó en ido) fue crear una morfología derivacional altamente regular y productiva. A través de un uso juicioso de afijos (prefijos y sufijos), el núcleo de vocabulario necesario para la comunicación se redujo grandemente, haciendo del esperanto una lengua más aglutinante que la mayoría de las lenguas europeas.

### Sufijos
A continuación sigue una lista de los principales afijos. Cuando una raíz recibe más de un afijo, el orden importa. Los afijos externos modifican a los internos.
| -ach-      | peyorativo (expresa pobre opinión de un objeto o acción)                        | skribachar (garabatear, de 'escribir'); veteracho (mal clima); domacho (casucha)                  |
| -adi, -ado | frecuente, repetido, o acción continua; como un nombre, una acción o proceso    | kuradar (mantenerse corriendo); parolado (un diálogo)                                             |
| -ajo       | una manifestación concreta; (con una raíz de nombre) un producto                | ''fruktajo (un producto de fruta)                                                                 |
| -ano       | un miembro, seguidor, participante, habitante                                   | kristano (un cristiano); Usano (un estadounidense) [cf. amerikano (un americano (del continente)] |
| -aro       | un grupo colectivo                                                              | arbaro (bosque, de 'árbol'); vortaro (diccionario, de 'palabra'); homaro (humanidad, de 'humano') |
| -ebla      | posible                                                                         | kredebla (creíble); videbla (visible)                                                             |
| -eso       | una cualidad abstracta                                                          | amikeso (amistad); boneso (bondad);                                                               |
| -eg-       | aumentativo; a veces con connotaciones peyorativas cuando es usado con personas | domego (mansión); virego (gigante); librego (tomo)                                                |
| -ejo       | un lugar descrito por la raíz (no usado para topónimos)                         | lerneyo (escuela, de 'aprender'), vendeyo (tienda, de 'vender'), koqueyo (cocina, de 'cocinar')   |
| -enda      | mandatorio                                                                      | pagenda (pagadero, por pagar)                                                                     |
| -ido       | descendencia, descendiente                                                      | katido (gatito)                                                                                   |
| -ilo       | un instrumento                                                                  | ludilo (juguete)                                                                                  |
| -ino       | femenino                                                                        | bovino (vaca)                                                                                     |
| -inda      | digno de                                                                        | memorinda (memorable); kredinda (creíble, fidedigno); inda (digno)                                |
| -ismo      | doctrina, sistema                                                               | komunismo (comunismo); kristanismo (cristianismo)                                                 |
| -isto      | persona profesionalmente ocupada con una idea o actividad                       | instruktisto (maestro); dentisto (dentista); komunisto (comunista)                                |
| -opla      | múltiple                                                                        | duopla (doble); triople (triple)                                                                  |
| -ono       | fracción                                                                        | duona (mitad [de])                                                                                |
| -oza       | lleno de                                                                        | montoza (montañosa)                                                                               |

### Prefijos
| bo-   | relación al matrimonio            | bopatro (suegro); bomatro (suegra)                      |
| dis-  | separación, dispersión            | dissendar (distribuir)                                  |
| -esk- | comienzo, acción momentánea       | ''ameskar (caer enamorado); krieskar (ponerse a gritar) |
| ex-   | similar al prefijo ex- en español | ex-spozulo (exmarido)                                   |
| ge-   | ambos sexos                       | gesiori (damas y caballeros)                            |
| mis-  | incorrectamente, mal              | misakuzar (acusar equivocadamente)                      |
| pra-  | primordial, proto-                | prapatro (antepasado)                                   |

Existen también afijos no listados aquí: afijos técnicos, así como la familia del sufijo biológico -edo.
- Datos: Q5985317